# Aydon
Aydon är en ort i civil parish Corbridge, i grevskapet Northumberland i England. Orten är belägen 8 km från Hexham. Aydon var en civil parish 1866–1955 när det uppgick i Corbridge. Civil parish hade 90 invånare år 1951.